# رخت‌خشک‌کن

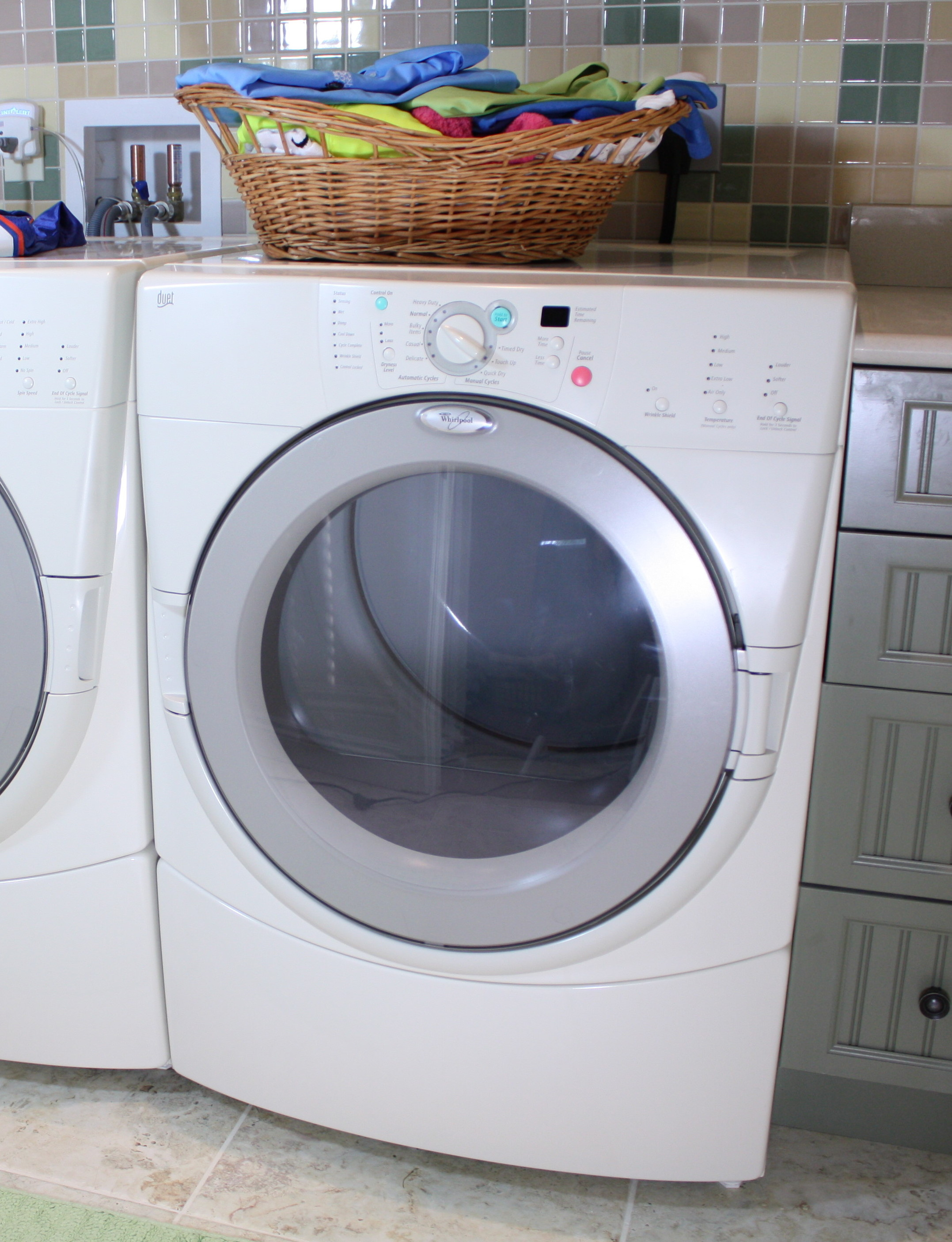
یک رخت خشک کن مدرن

رخت‌خشک‌کن یا ماشین خشک‌کن، یک وسیلهٔ خانگی برای خشک کردن و گرفتن رطوبت البسه است.
در ماشین‌های تمام‌اتوماتیک در پایان مرحلهٔ آب‌کشی، از تهویهٔ هوا یا یک سامانهٔ کندانسوردار برای خشک‌کردن لباس‌ها استفاده می‌شود. در پایان آبگیری آبکش به صورت چپ و راست حرکت می‌کند و هوای گرم از بین آن‌ها گذرانده می‌شود. تهویهٔ هوا با استفاده از فن و هیتر انجام می‌شود و برای بیرون‌راندن هوای مرطوب نیاز به یک لولهٔ تخلیهٔ هوای جداگانه خواهد بود. در مدل‌های کندانسوردار هوای مرطوب در داخل کندانسور سرد و رطوبت آن به مایع تبدیل و گرفته می‌شود. ساختمان یک کندانسور ساده می‌تواند از یک سطح یا دیوارهٔ آب‌پاش تشکیل‌شده باشد.
خشک‌کن خودش ممکن است دارای تایمر ثابت یا اتوماتیک باشید، در خشک‌کن‌های اتوماتیک میزان خشکی لباس‌ها توسط حسگرها اندازه‌گیری می‌شود و در زمان مناسب دستگاه خاموش می‌گردد.
برای چروک‌نشدن لباس‌ها، پیش از پایان مراحل، برای مدتی خشک‌کردن بدون حرارت انجام می‌شود. خشک‌کن‌های اتوماتیک با کنترل خودکار فرایند خشک‌کردن مانع مچاله‌شدن و درهم‌ریختگی لباس‌ها می‌شوند.